# Lauthaha
Lauthaha là một thành phố và là một khu vực quy hoạch (notified area) của quận Purba Champaran thuộc bang Bihar, Ấn Độ.

## Nhân khẩu
Theo điều tra dân số năm 2001 của Ấn Độ, Lauthaha có dân số 7744 người. Phái nam chiếm 63% tổng số dân và phái nữ chiếm 37%. Lauthaha có tỷ lệ 75% biết đọc biết viết, cao hơn tỷ lệ trung bình toàn quốc là 59,5%: tỷ lệ cho phái nam là 78%, và tỷ lệ cho phái nữ là 70%. Tại Lauthaha, 10% dân số nhỏ hơn 6 tuổi.